# Pseudohynobius
Pseudohynobius is een geslacht van salamanders uit de familie Aziatische landsalamanders (Hynobiidae). De groep werd voor het eerst wetenschappelijk beschreven door Liang Fei en Chang-yuan Ye in 1983.
Er zijn zes soorten, inclusief de pas in 2010 beschreven soort Pseudohynobius guizhouensis. Alle soorten zijn endemisch in China.

## Soorten
Geslacht Pseudohynobius
- Soort Pseudohynobius flavomaculatus
- Soort Pseudohynobius guizhouensis
- Soort Pseudohynobius jinfo
- Soort Pseudohynobius kuankuoshuiensis
- Soort Pseudohynobius puxiongensis
- Soort Pseudohynobius shuichengensis